# Malthonea obyuna
Malthonea obyuna là một loài bọ cánh cứng trong họ Cerambycidae.